# Орден Октобарске револуције
Орден Октобарске револуције (рус. Орден Октябрьской Революции) је државни орден који се додељивао у Совјетском Савезу. Установљен је 31. октобра 1967, на педесетогодишњицу Октобарске револуције. Додељиван је појединцима или групама за рад на унапређењу комунизма или Државе или за јачање одбране Совјетског Савеза. По рангу је други совјетски орден, иза Ордена Лењина.
Орден се састојао од значке у облику црвене звезде са златним зрацима између кракова; у центру је био петоугао на коме је била слика крстарице „Аурора“, која је учествовала у Октобарској револуцији. Изнад је била црвена застава са натписом Октобарска револуција на руском. У дну петоугла се налазио срп и чекић. Орден се носи на левој страни груди са црвеном траком која има пет плавих трачица у средини.
Руска крстарица „Аурора“ је одликована Орденом Октобарске револуције, и то је једини брод који је икада примио овај орден.